# Калчовци
Кàлчовци е село в Северна България, община Габрово, област Габрово.

## География
Село Калчовци се намира на около 6 km източно от общинския и областен център Габрово, в края на общинския път от квартал Стефановци на Габрово през селата Орловци и Овощарци до Калчовци.
Калчовци е разположено в западните разклонения на Габровските височини, в землището на село Кметовци.
Надморските височини в селото са между около 505 m в северозападната му част и 530 m – в югоизточната.
Населението на Калчовци към 1934 г. е 26 души, към 1946 г. – 33, а от 1975 г. до 2019 г. селото неизменно е без постоянно живеещо население.

## История
През 1995 г. дотогавашното населено място колиби Калчовци придобива статута на село.
Изпълнителната власт в село Калчовци към 2020 г. се упражнява от кметски наместник.